# مک ۱۶ اس‌بی
مک ۱۶ اس‌بی (به انگلیسی: Mec 16 SB) یک دوربین عکاسی ساخت شرکت گ‌ب‌ام‌ها است.